# Brachygobius xanthozonus
Brachygobius xanthozonus és una espècie de peix de la família dels gòbids i de l'ordre dels perciformes.

## Morfologia
- Els mascles poden assolir 3,8 cm de longitud total.[2]

## Hàbitat
És un peix de clima tropical (25 °C-30 °C) i demersal.

## Distribució geogràfica
Es troba a Àsia: Java, Sumatra i Borneo.

## Observacions
És inofensiu per als humans.